# Kartuzja

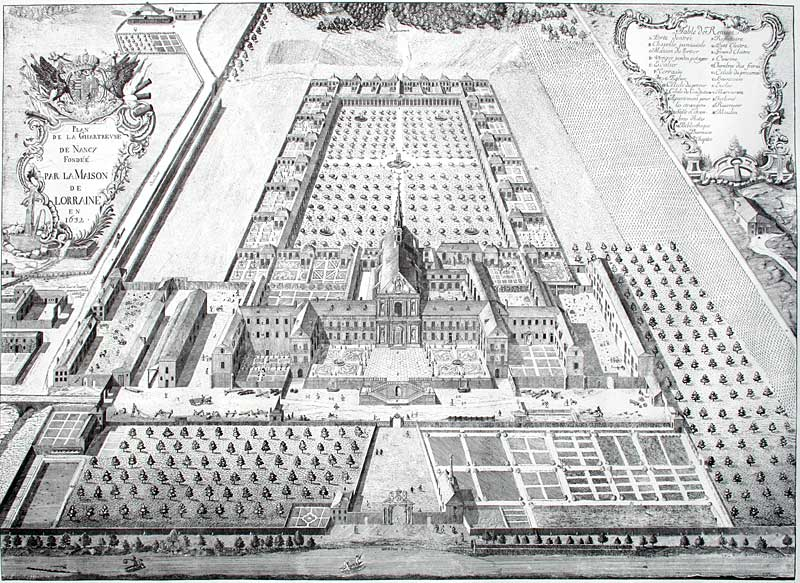
Kartuzja w Bosserville (widać oddzielne domki dla mnichów, każdy z małym ogródkiem)

Kartuzja – nazwa nadana zwyczajowo klasztorowi zakonu kartuzów.
W skład zabudowań kartuzji wchodził kościół i eremy (domki dla mnichów). Jako pierwsza powstała La Grande Chartreuse we Francji w 1084 roku (stąd nazwa). Kolejne były na niej wzorowane.

## Budowle
Jednolity styl budowli kartuzów nie wykształcił się.
Architektura budowli odpowiadała panującemu w epoce stylowi i miejscowym warunkom. Dla wszystkich jednak budowli charakterystyczny jest ogromny krużganek oraz przylegające do niego cele.
Cele mnichów stanowią oddzielone od siebie domki, każdy z ogródkiem. Zawierają one przedsionek zwany Ave Maria, pokój dzienny i sypialnię zwane Cubiculum z klęcznikiem Oratorium oraz warsztat – Laboratorium. Domki są często piętrowe, ale w nowszych założeniach (np. kartuzja Marienau koło Bad Wurzach) – parterowe.
W późnym średniowieczu były często bogato wyposażane przez fundatorów. Później preferowano ubóstwo i prostotę.

## Przykłady

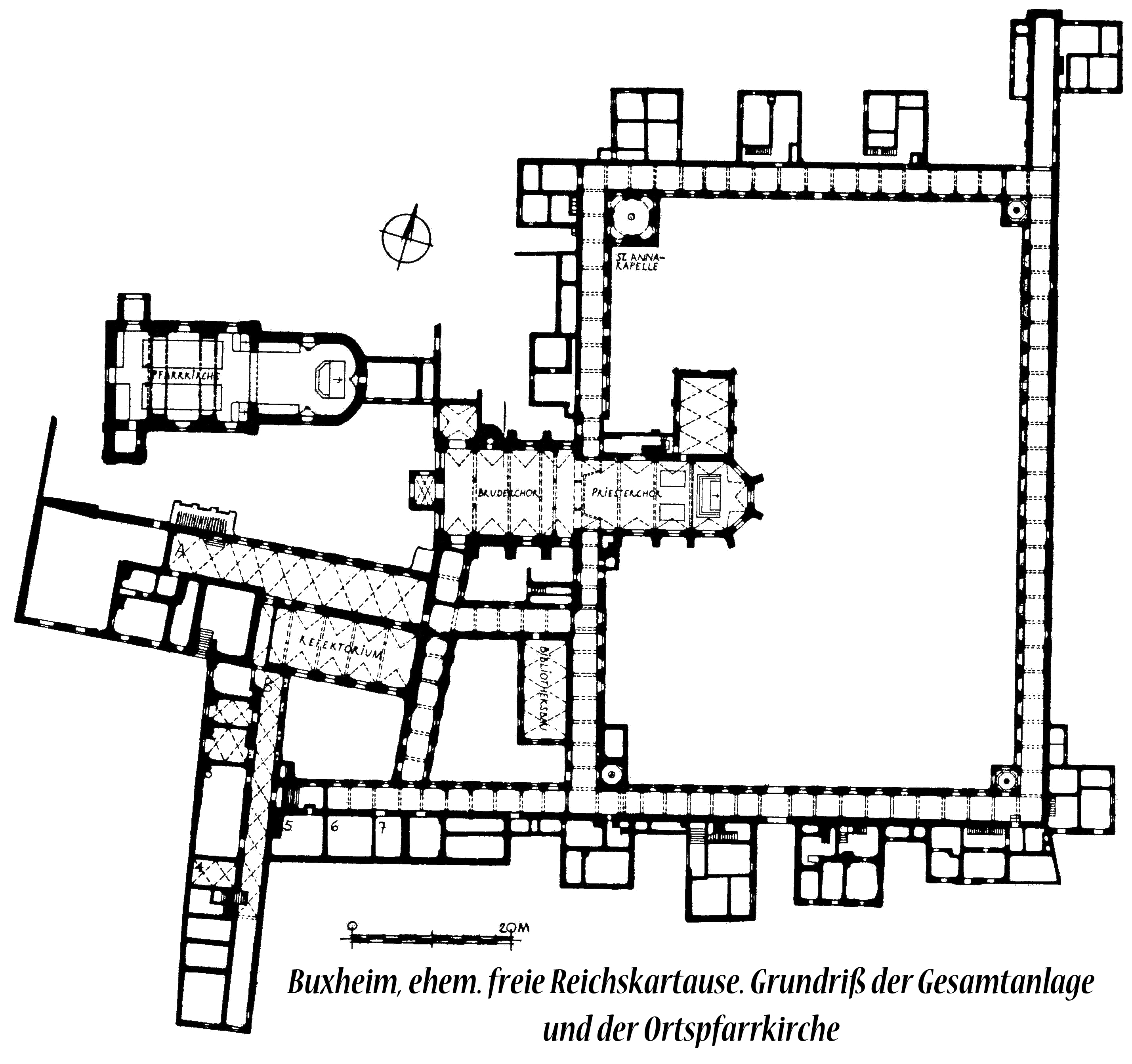
Kartuzja w Buxheim.
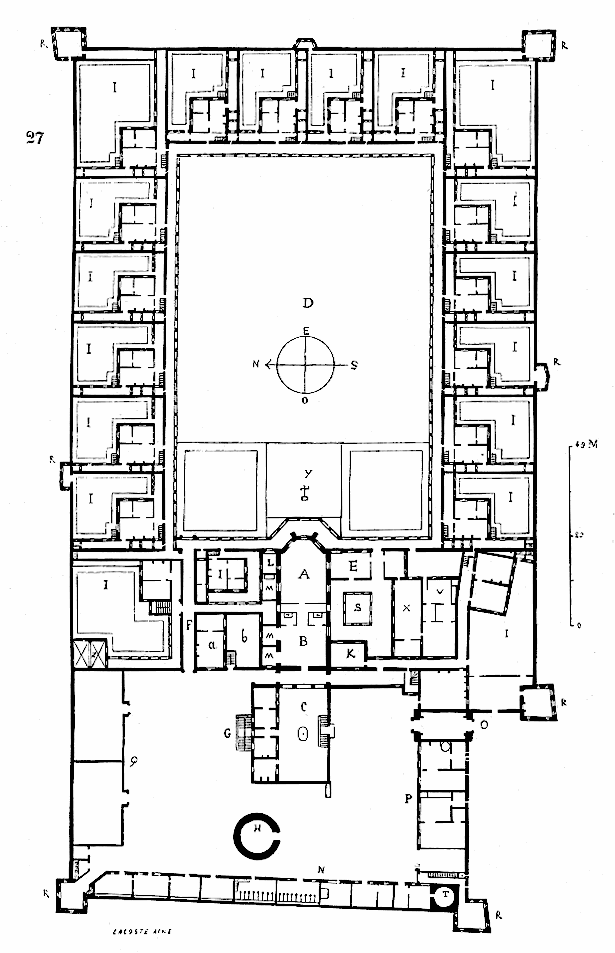
Plan byłej kartuzji Port-Sainte-Marie koło Clermont-Ferrand.
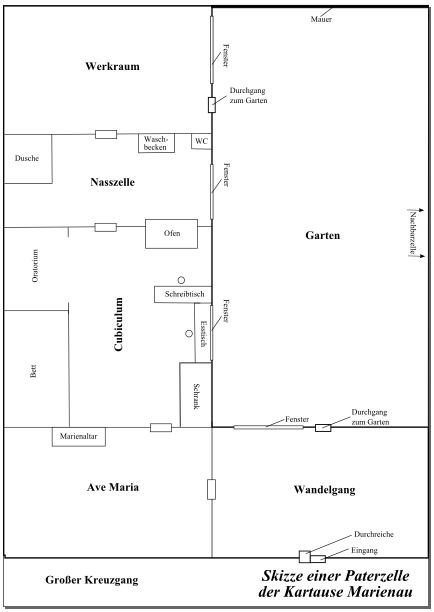
Szkic celi mnicha w kartuzji Marienau.
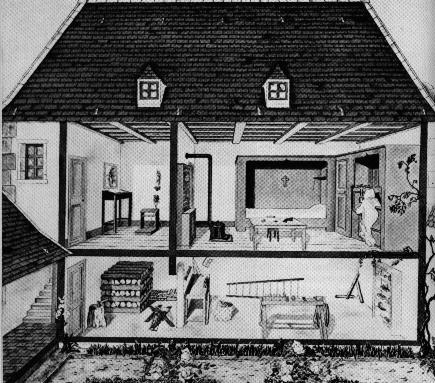
Przekrój celi mnicha w Grande Chartreuse.
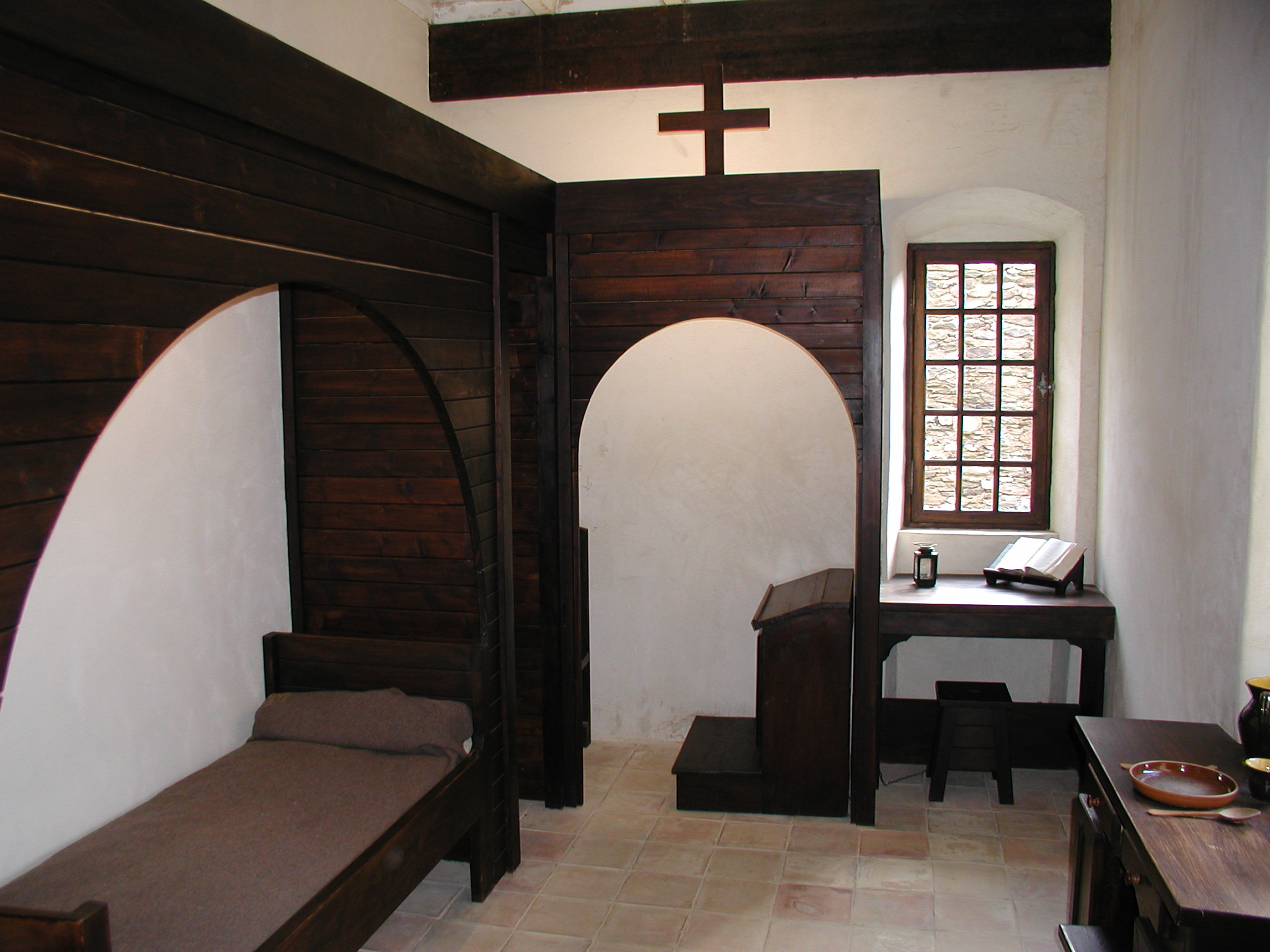
Cela klasztorna w byłej kartuzji.
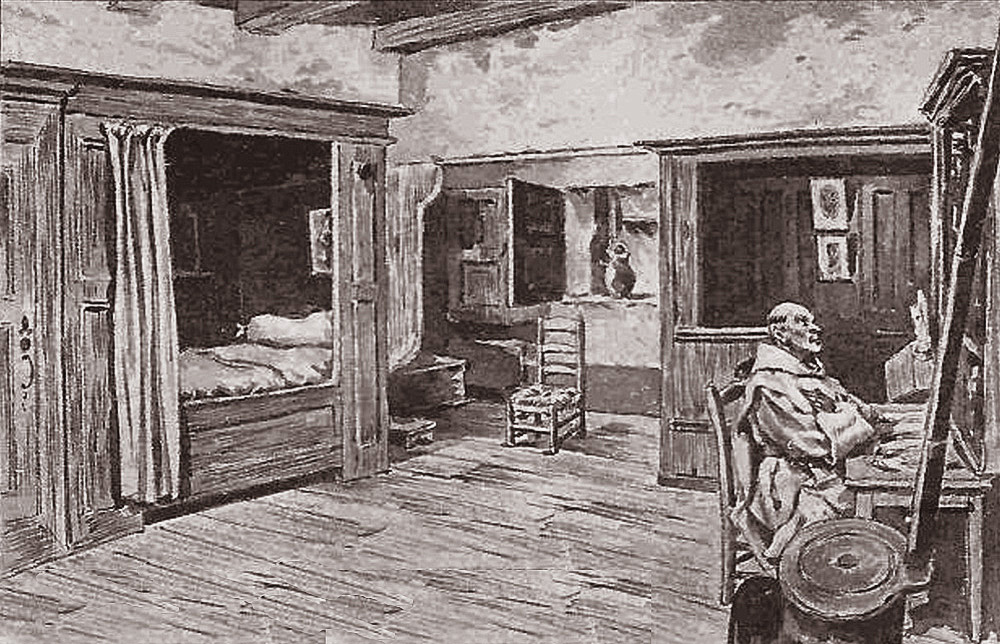
Cela klasztorna w Chartreuse de Bonnefoy.

W Polsce zakon został ufundowany na terenie miejscowości obecnie nazywanej Kartuzy (nazwa pochodzi od zakonu) w 1380 roku.

## Kartuzje dzisiaj
Z biegiem czasu powstało 272 kartuzji, z czego dzisiaj istnieje 24. W tym 18 klasztorów męskich i 6 żeńskich.
Najmłodszą jest dzisiaj kartuzja Sudowon w Korei Południowej. Istnieje od 2004. Ostatnia likwidacja nastąpiła w Portugalii w 2011 (Cartuxa Santa María Scala Cœli in Évora).
Kartuzję w Sélignac zamieszkują jeszcze bracia świeccy. Obecnie planuje się przeniesienie kartuzji Aula Dei, ponieważ istnieje nacisk społeczny, by skarby sztuki starego kompleksu klasztornego udostępnić publiczności. Podobna sytuacja doprowadziła w 1956 do likwidacji kartuzji we Florencji.

## Literatura
- Nancy Klein Maguire: In der Stille vieler kleiner Stunden. Fünf Kartäuser-Novizen auf der Suche nach Gott. Goldmann, München 2007, ISBN 3-442-33776-3.